# باشگاه فوتبال گیلینگهام تاون
باشگاه فوتبال گیلینگهام تاون (به انگلیسی: Gillingham Town Football Club) یک باشگاه فوتبال در شهر گیلینگام، دورست، کشور انگلستان است که در سال ۱۸۷۹ میلادی تأسیس شده‌است.